# محمد أفندي النوري
محمد أفندي النوري (توفي 1305 هـ) هو شيخ السجادة القادرية النورية بالموصل ومن اكابر علمائها عّمر واصلح كثيراً من بناية الجامع النوري وله فيه خزانة كتب تحوي كثيراً من مؤلفاته النفسية في التفسير والتصوف والوعظ والإرشاد. دفن في الجامع النوري وقبره فيه.

## ترجمته
هو السيد أبو عبد الله محمد بن محمد بن السيد جرجيس بن السيد عبد الرحمن بن السيد أسعد بن السيد سليمان بن السيد جعفر بن السيد عبد الله، الذي يتصل نسبه بالإمام الحسين بن علي (رضي الله عنهم)، الشهير بالنوري نسبه للطريقة النورية القادرية التي اخذها من شيخه نور الدين البريفكاني. أصله من عانه وسكن أبوه الموصل.
أخذ اجازته العلمية من الشيخ عبد الرحمن الكلاك مفتي الموصل في وقته، ولبس منه الحزمة الشريفة بعد أن اجازه اجازة عامة مطلقة، (عن الكوكب الدري). وأخذ علم القراءات الشريفة من شيخ القراء العالم الفاضل الشيخ عبد الله المفتي، ولبس الحزمة منه بأجازة عامة.

## مؤلفاته
من مؤلفاته:
- مختصر تفسير معالم التنزيل للبغوي.
- تسلية الاخوان في مواعظ شهر رمضان.
- قطف ثمار الكلام من كتاب زهر الاكمام في قصة يوسف.

## وجاهته
عندما استخلفه الشيخ نور الدين (ق) بعد وفاة الشيخ عبد الرحمن زين العابدين (ق) وأمره بالتصدر للإرشاد، قال له : ياسيدي وكيف أقوم بأعمالي واسعى على عيالي؟ (إذ كان عنده املاكاً في بعض القرى)قال له الشيخ : سيسخر الله من يقوم بأعمالك، وان والي بغداد سيمسك لك الركاب، فكان كما أخبره (ق)إذ تولى بعض أتباعه فيما بعد إدارة املاكه من تلقاء انفسهم، وكانوا يأتون له بوارداتها إلى داره، وفي يوم من الايام قدم والي بغداد إلى الموصل، فدعى والي الموصل لاجله جميع فضلاء ووجهاء المدينة في طليعتهم السيد النوري، وعندما هَّم النوري بالعودة إلى داره، خرج الواليان لتوديعه، وتقدم صاحب بغداد فمسك له الركاب/ متى إذا استوى على صهوة فرسه تبسَّم، فسأله والي الموصل عن سبب تبسمه فأخبرهم بما كان قد قاله له شيخه قبل سنين.

## تكيته وقبره
كانت تكيتة عامرة للدرس والإرشاد والتسليك، في الجامع الكبير النوري، بناها بأشارة شيخه القطب نور الدين وتم بناؤها عام 1299 هـ توفي عام 1305 هـ ودفن في الجامع، وقبره ظاهر فيه، وأرخت وفاته بقصيدة: